# Christiana Burdett Campbell

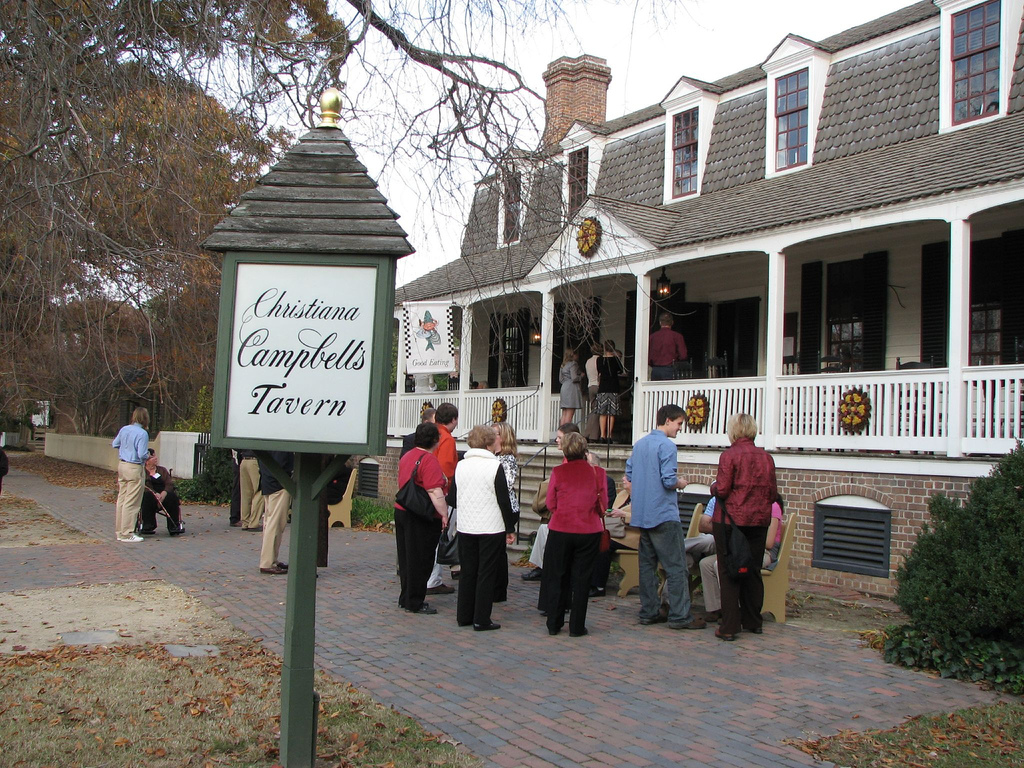
Christiana Burdett Campbells rekonstruerade värdshus i
Williamsburg, Virginia, USA.

Christiana Burdett Campbell, född 1723, död 1760, var en amerikansk värdshusvärd.  Hon drev ett framgångsrikt värdshus i Williamsburg, dåtida huvudstad i Virginia, mellan 1753 och 1783, som frekventerades av berömda personer som Thomas Jefferson och George Washington och som var en samlingsplats för delegater under sammanträdena av Virginia General Assembly. Hon är en känd person i Virginias historia, en replika av hennes värdshus fungerar som turistattraktion, och hon inkluderades 2012 i Virginia Women in History. 